# واوکس سور پلیگنی
واوکس سور پلیگنی (به فرانسوی: Vaux-sur-Poligny) یک کامین در فرانسه است که در Canton of Poligny واقع شده‌است.

## خصوصیات
واوکس سور پلیگنی ۱٫۲۶ کیلومترمربع مساحت و ۱۱۲ نفر جمعیت دارد.